# Tricimba aequiseta
Tricimba aequiseta är en tvåvingeart som beskrevs av Nartshuk 1962. Tricimba aequiseta ingår i släktet Tricimba och familjen fritflugor. Inga underarter finns listade i Catalogue of Life.